# Dertien koloniën

Kaart van de dertien koloniën in 1775.

De dertien koloniën (Engels: Thirteen Colonies) waren de Britse koloniën aan de oostkust van Noord-Amerika die in 1775 in opstand kwamen en op 4 juli 1776 hun onafhankelijkheid uitriepen als de Verenigde Staten van Amerika. De dertien strepen van de vlag van de Verenigde Staten symboliseren deze dertien koloniën.
De dertien koloniën werden gevestigd tussen 1607 (Virginia) en 1733 (Georgia). Na de onafhankelijksverklaring vormden de dertien koloniën de eerste dertien staten van de VS. Hun grondgebied bestond uit dat van veertien van de huidige staten (Maine werd in 1820 afgesplitst van Massachusetts).
Deze koloniën verschilden nogal van elkaar, zowel door de geografische ligging als door de heersende opvattingen. In het algemeen kunnen in de 18e eeuw drie groepen worden onderscheiden:
1. In het noorden, in New England, lagen vrij onvruchtbare, rotsachtige gebieden. Daar bloeide de nijverheid en visserij en werd er vooral handel gedreven. De puriteinse, calvinistische waarden overheersten.
2. Ten zuiden van New England lagen streken met meer variatie. New York, New Jersey en Pennsylvania waren kosmopolitischer dan de meer noordelijk gelegen gewesten. New York was als smeltkroes van allerlei natiën vooral een handelsstad en vandaar ook veel losser dan Boston in Massachusetts, dat noordelijker lag. Philadelphia in Pennsylvania was in de 18e eeuw de grootste stad van de Engelse koloniën.
3. Een derde groep koloniën strekte zich ten zuiden van New York en Pennsylvania uit. Het waren agrarische, vruchtbare gebieden die rijst, indigo, tabak en andere gewassen teelden. De plantages die door Afrikaanse slaven werden bewerkt lagen meer in de kuststreken en werden geleid door aristocratische families. Meer landinwaarts, tegen het gebergte, woonden en werkten vrije boeren met een meer democratische instelling.

Hoe belangrijk deze verschillen politiek gezien ook waren in de 18e eeuw, geleidelijk aan werden ze in de loop van de 19e en vooral de 20e eeuw afgezwakt en genivelleerd.

## Lijst van de koloniën
De koloniën en de dertien oorspronkelijke staten van de VS, die ongeveer het grondgebied besloegen van negentien van de huidige staten, waren (van noord naar zuid):
- New England:
  - de provincie New Hampshire, zonder de niet erkende republiek Vermont; dit werd de staat New Hampshire
  - de provincie Massachusetts Bay, dit werden de staten Massachusetts en Maine, dat zich in 1820 afsplitste van Massachusetts
  - de kolonie Rhode Island and Providence Plantations, dit werd de staat Rhode Island
  - de kolonie Connecticut, dit werd de staat Connecticut
- De Middle Colonies (voormalig Nieuw-Nederland):
  - de provincie New York, dit werd de staat New York
  - de provincie New Jersey, dit werd de staat New Jersey
  - de provincie Pennsylvania, dit werd de staat Pennsylvania
  - de kolonie Delaware, dit werd de staat Delaware
- De Southern Colonies:
  - de provincie Maryland, dit werd de staat Maryland
  - de kolonie en dominion Virginia, dit werd de staat Virginia, met als grondgebied ook dat van de huidige staten Kentucky en West Virginia
  - de provincie (later koninklijke kolonie) North Carolina, dit werd de staat North Carolina, met als grondgebied ook dat van de huidige staat Tennessee; dat laatste werd overigens eind 1789 / begin 1790 afgestaan aan de federale overheid en werd toen het Southwest Territory van de VS
  - de provincie South Carolina, dit werd de staat South Carolina
  - de provincie Georgia, dit werd de staat Georgia, met als grondgebied ook delen van de huidige staten Mississippi en Alabama

Vermont was een onafhankelijke republiek gesticht in 1777 uit grondgebied van de koloniën New York en New Hampshire. In 1791 voegde de republiek zich bij de VS en werd de 14e staat.